# 服部緑地

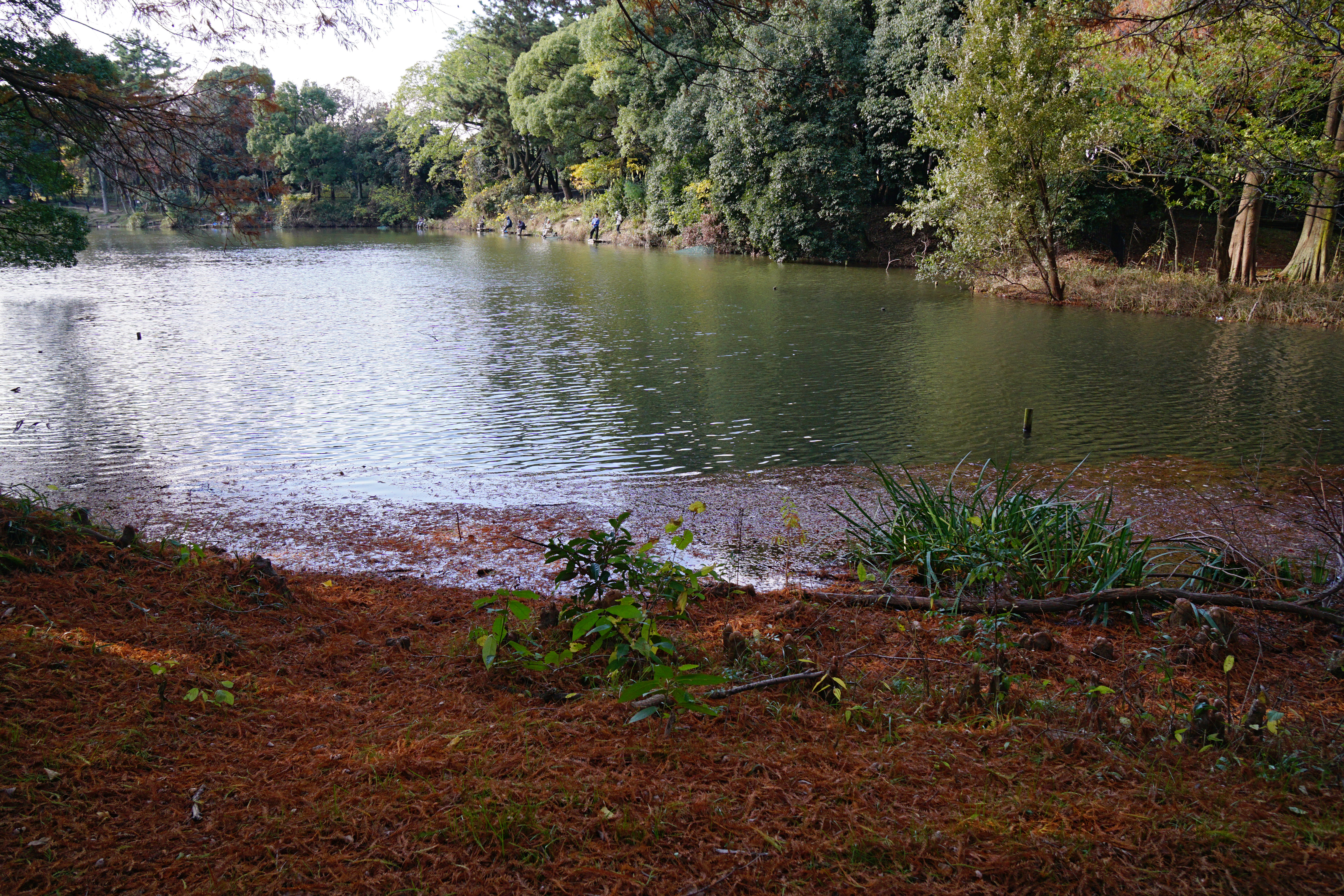
菰ケ池

服部緑地（はっとりりょくち）は、大阪府豊中市服部緑地・寺内に位置する緑地。
正式名称は「大阪府営服部緑地」で、大阪府を代表する緑地の一つ。

## 概要
1941年（昭和16年）の防空緑地計画に由来する大阪四大緑地（服部・鶴見・久宝寺・大泉）のひとつ。
財団法人大阪府公園協会が管理を行っている。面積は約126.3ヘクタールで、甲子園球場33個分（東京ドームなら27個分）という広大な敷地を有する。また、地名として、豊中市の町丁の一つとなっている。郵便番号は561-0873。
緑地内には緑豊かな自然のほか、山ヶ池、うづわ池、新宮池、菰ケ池など10以上の池や遊具が点在しており、春から秋にかけては花見などの行楽客で賑わう。
園内のほぼ全域が風致地区に指定されており、日本の都市公園100選や日本の歴史公園100選にも選出されている。
入園は無料だが、公園内部にある日本民家集落博物館など一部の施設と、駐車場は有料である。駐車場は4か所設けられているが、多客期には敷地内に臨時の駐車スペースが増設されることがある。
2015年7月に、2025年の万国博覧会の誘致を目指す大阪府が、開催が決まった場合の開催場所の候補の一つに服部緑地を含めていたことが明らかになったが、実際には大阪湾岸の夢洲での開催が決定した。
2022年、2024年にかけて～多様な人と自然がつながるサードプレイス～「Hattori Well-being Park」として、順次改修していくことが発表された。改修内容としては既存建物の建て替えや複合型温浴施設、コンビニエンスストアの建設が予定されている。

## 歴史
- 1928年（昭和3年）- 大阪府が竹林、溜池の点在していた土地を買収し、服部公園を計画したが事業化に至らず中止。
- 1941年（昭和16年）- 防空緑地として緑地整備開始。
- 1945年（昭和20年）- 敗戦により整備中断。
- 1949年（昭和24年）- 整備再開。
- 1950年（昭和25年）から1955年（昭和30年）までは競輪場（豊中競輪場）が設置されていた。しかし立地的問題から廃止され、その跡地は陸上競技場に。
- 1956年（昭和31年）- 日本民家集落博物館開館。
- 1983年（昭和58年）9-10月 - 第一回全国都市緑化フェアが当公園で開催。皇太子明仁親王行啓（10月7日）。
- 1991年（平成3年）7月 - 服部緑地野外音楽堂オープン。
- 1992年（平成4年）4月23日 - 皇太子徳仁親王、音楽の森などに行啓。
- 2021年（令和3年）- 新型コロナウイルスワクチン接種が始まる中、大阪府は常駐する医療従事者の確保が難しくなった等を理由にシーズンを通してウォーターランドの営業を中止した[2]。
- 2022年（令和4年）11月30日 - 服部西中央売店閉店。
- 2023年（令和5年）
  - 1月15日 - レストランメイブーム閉店。
  - 1月31日 - レストハウスが閉店。

## 主な施設

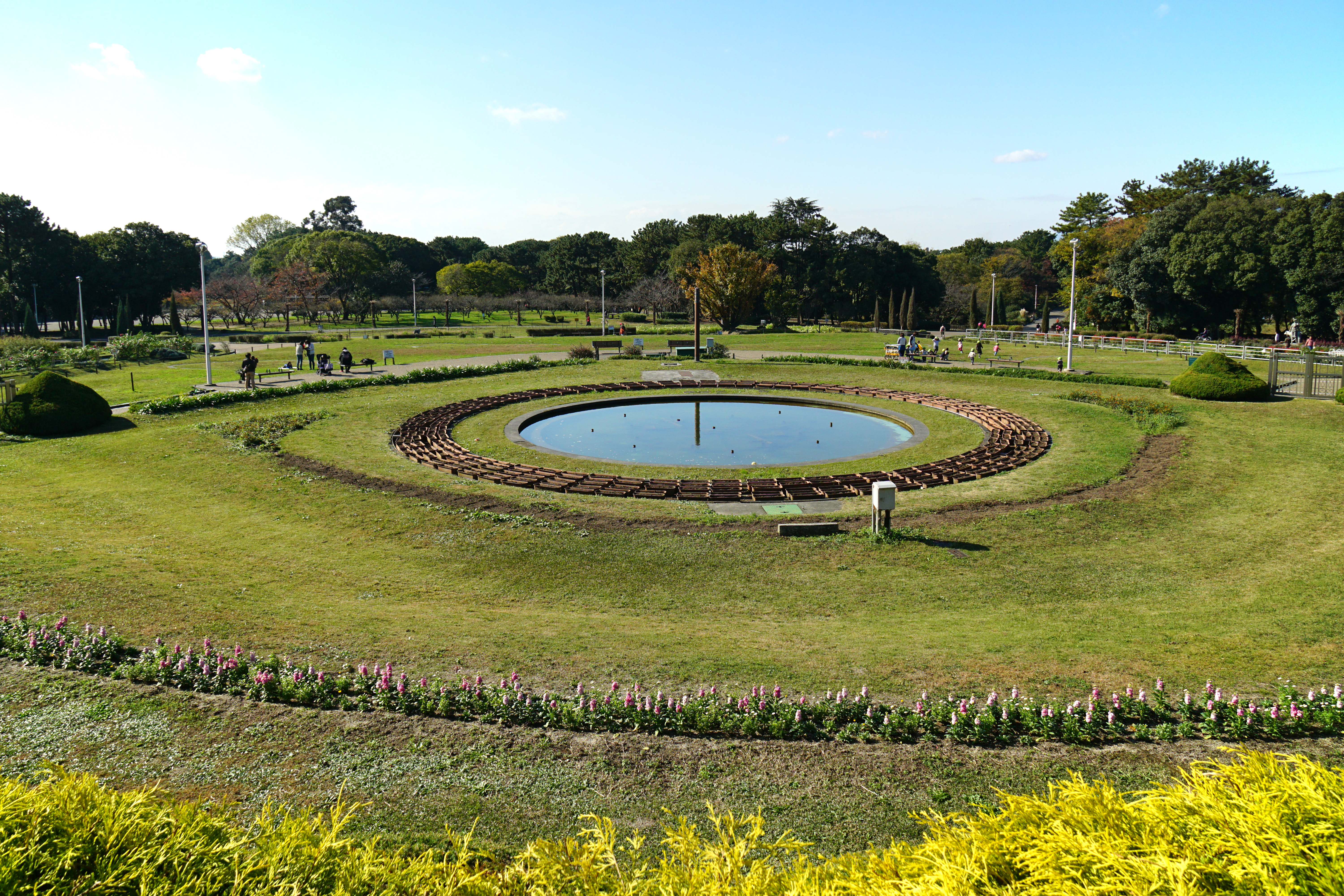
円形花壇

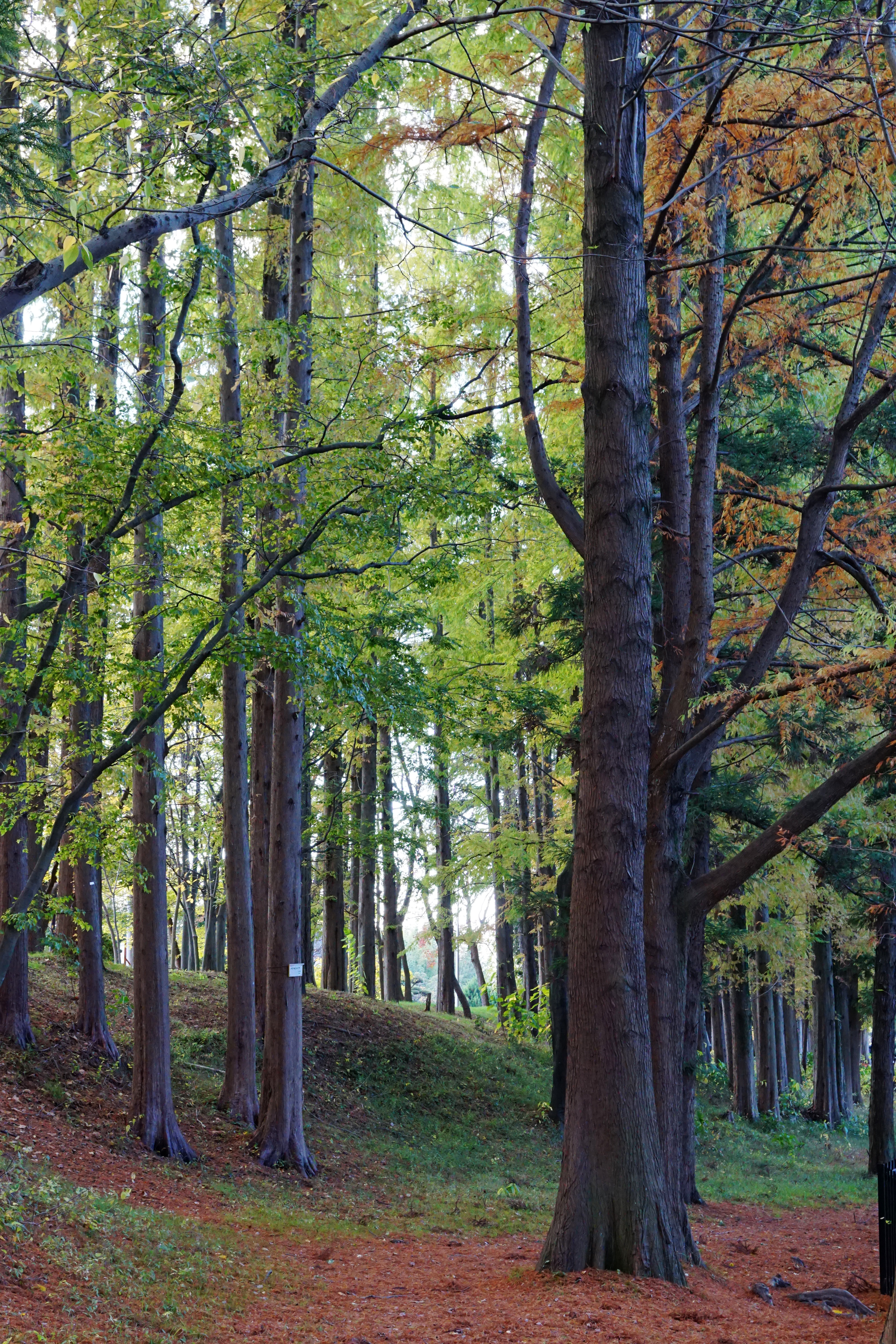
菰ケ池の畔

  - 1959年（昭和34年）に「皇太子同妃両殿下御成婚記念事業」として整備。花壇の大きさは甲子園球場のグランド部分とほぼ同じ[3]。造成に伴い破壊された梅塚古墳の一部が残されている。
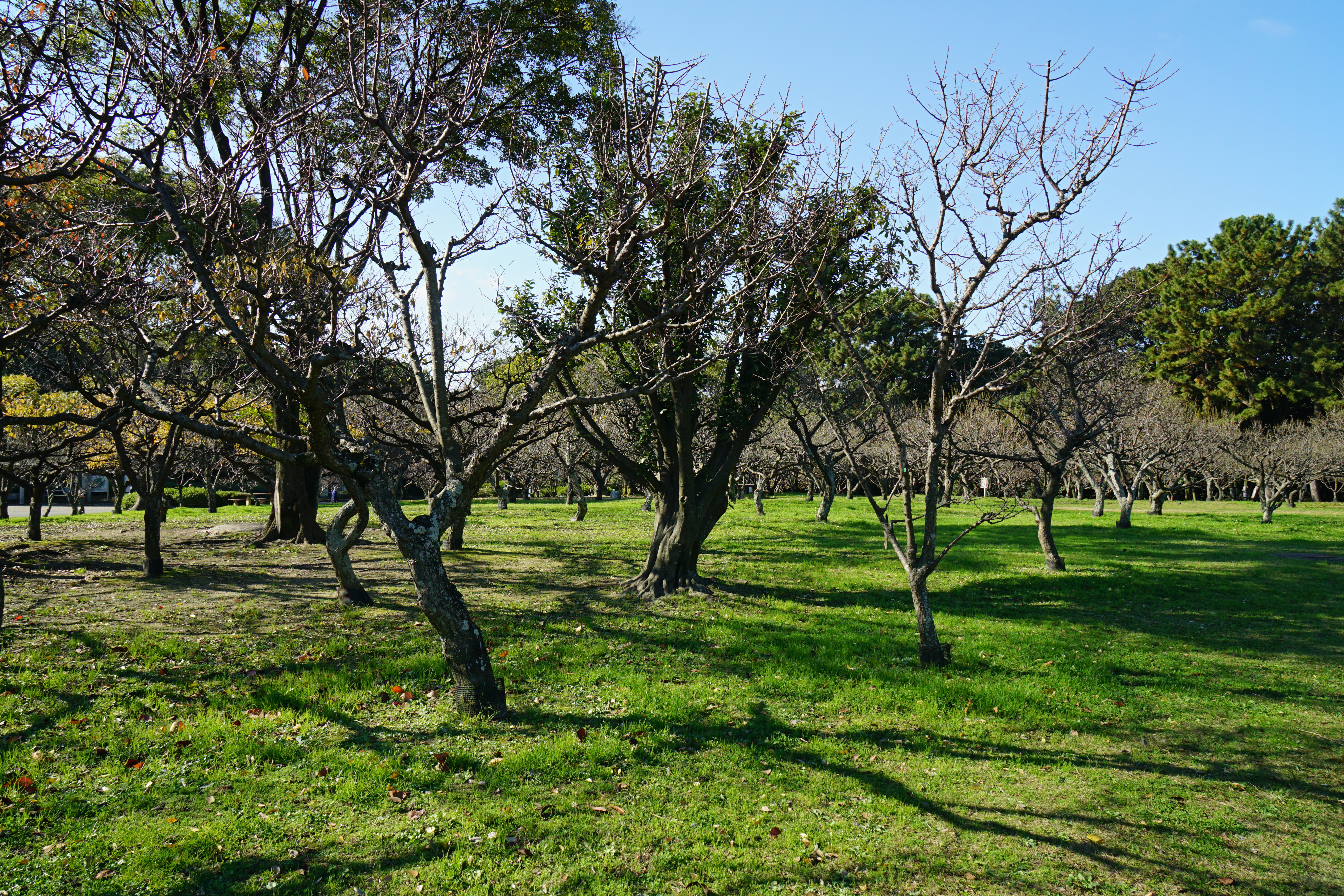
梅林
- 野球場
- こどもの楽園
- スポーツ広場
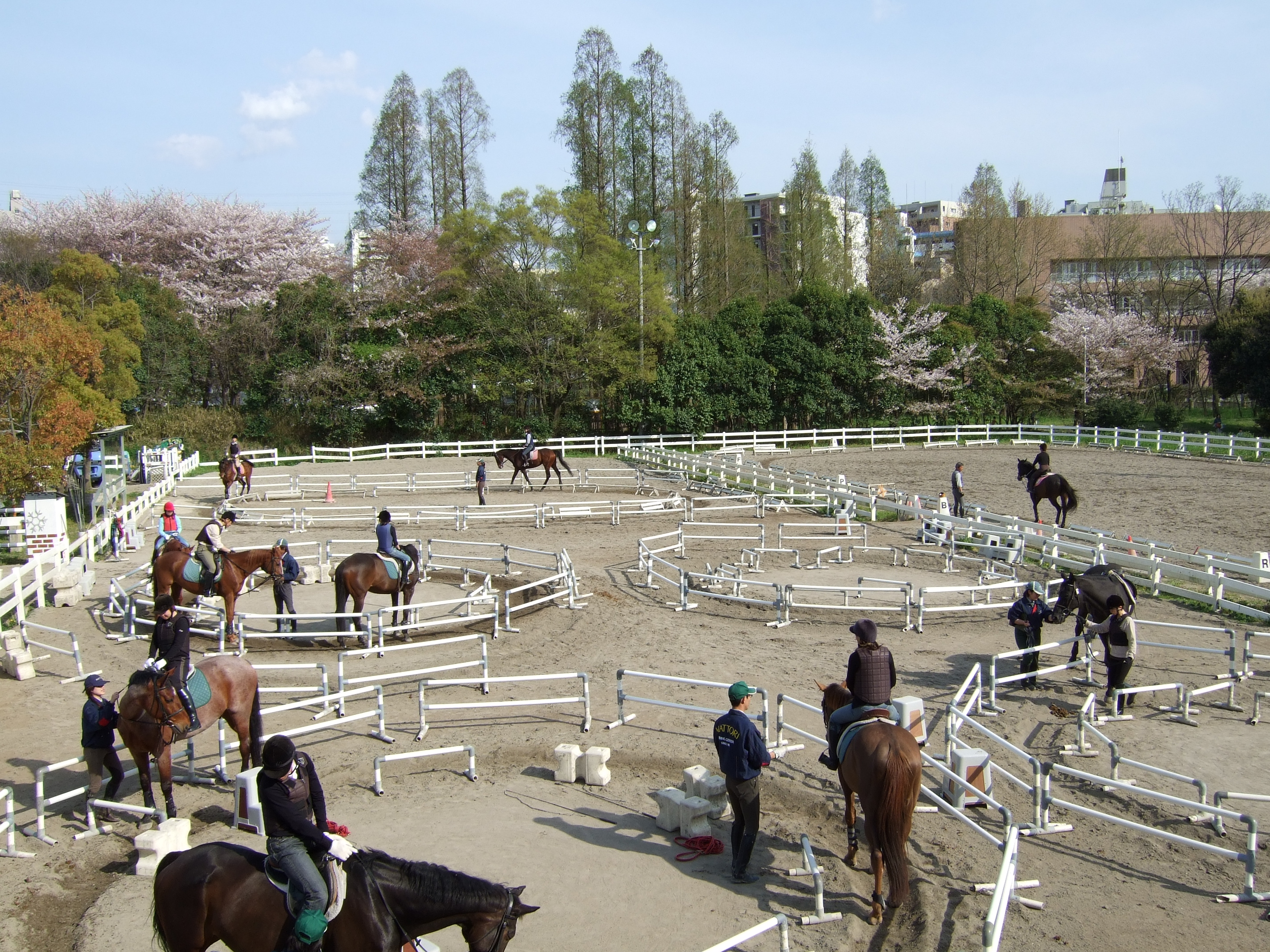
乗馬センター
- テニスコート（18面）
  - 砂入り人工芝13面、クレー5面。2010年代まで18面ともクレーコートで、うちレッドクレー7面、グリーンクレー6面、クレー（真砂土）5面と、3タイプのクレーコートを備える珍しいテニスコートだったが、レッドクレーとグリーンクレーは砂入り人工芝に変更された。
- オリエンテーリングパーマネントコース
- ビュッフェスタイルUK
- バーベキュー広場
- 服部緑地都市緑化植物園
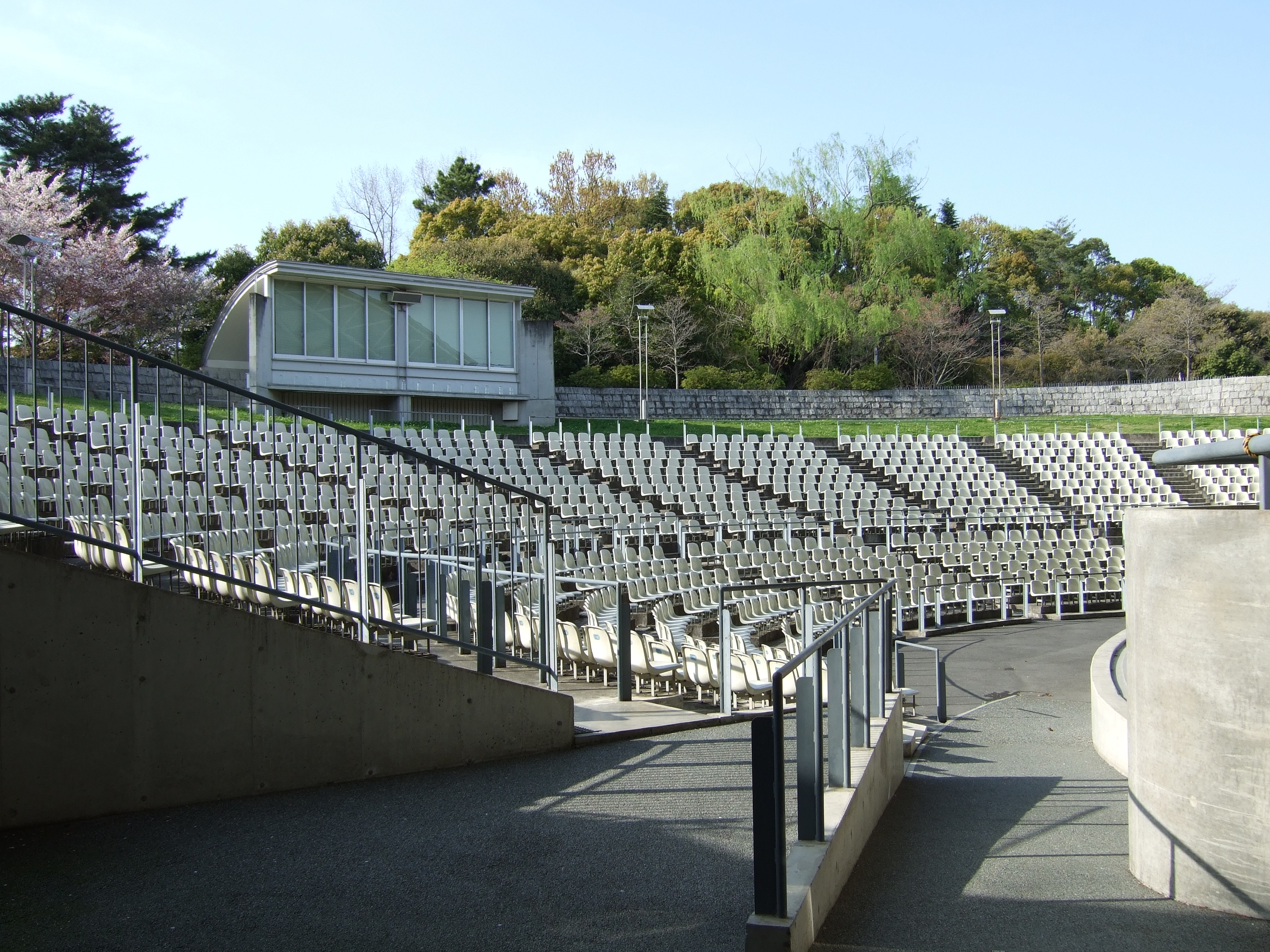
服部緑地野外音楽堂
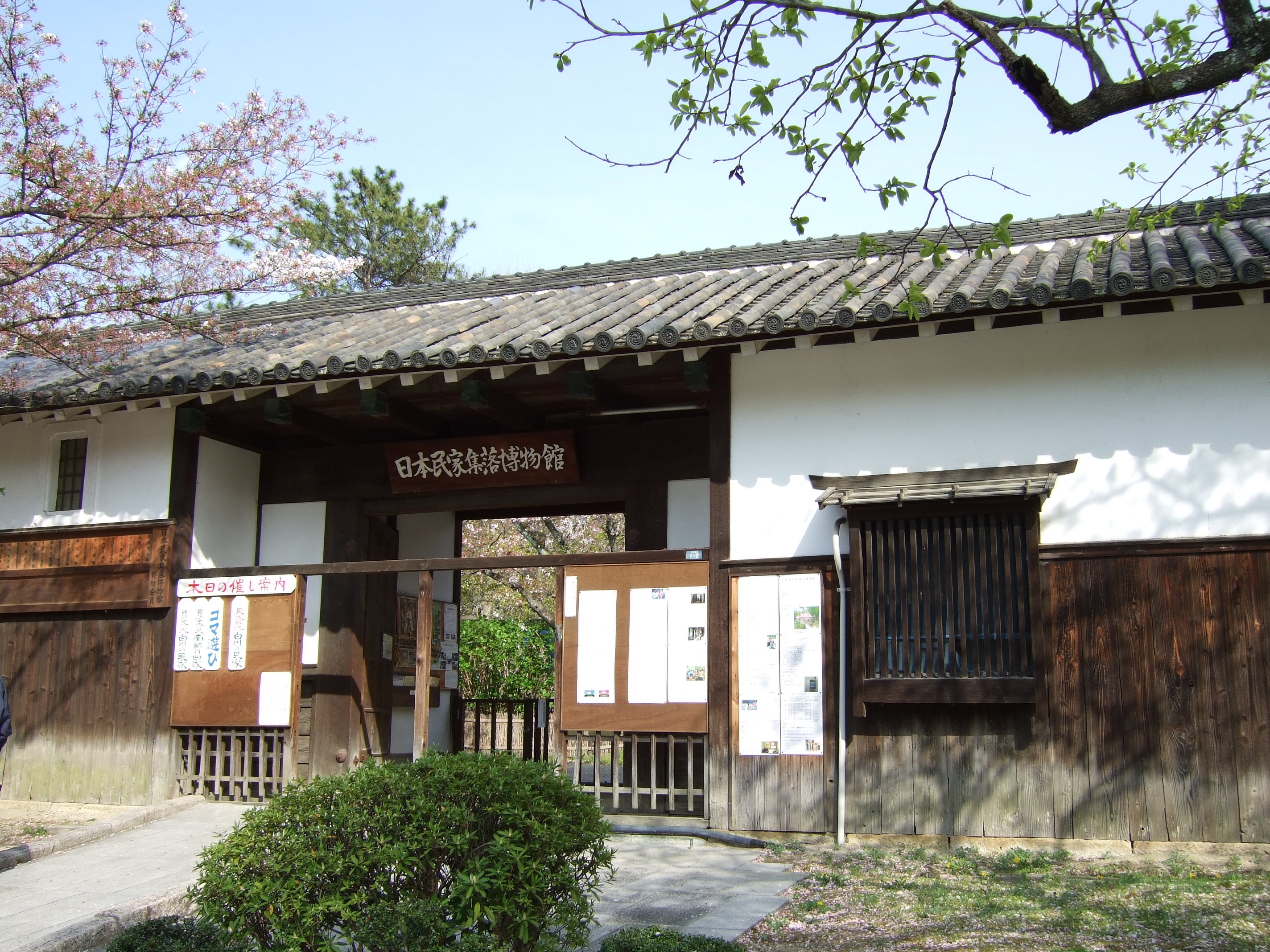
日本民家集落博物館
- 服部緑地陸上競技場
- 服部緑地野球場
- 服部緑地ウォーターランド

- 円形花壇
- 梅林
- 乗馬センター
- 野外音楽堂
- 日本民家集落博物館

## 梅塚古墳
- 服部緑地公園の円形花壇付近かつてに存在していた古墳。
- 昭和初期の調査で確認された、両脇に造出のある前方後円墳と推定される。
- 昭和15年の服部緑地建設工事と昭和34年の円形花壇の新設で消滅した。[4]

## 交通アクセス
- 北大阪急行 緑地公園駅

緑地の東端まで約200m。駅名にある「緑地」はこの服部緑地を指しており、その名の通り鉄道における玄関口となっている。
- 阪急千里線 千里山駅

緑地の東端（服部緑地前交差点）まで約1.4km。
- 阪急宝塚線 曽根駅

阪急バス95系統に乗車、「服部緑地西口」下車。公園の西側に入れる。
なお、隣接する服部天神駅からは直線距離で約1.2km（徒歩約15分）離れており、直接行けるバスもないため注意が必要。

## 大阪四大緑地
- 服部緑地
- 鶴見緑地（大阪市鶴見区、守口市）
- 久宝寺緑地（八尾市、東大阪市、大阪市平野区）
- 大泉緑地（堺市北区、松原市）